# Иловай-Дмитриевский сельсовет
Иловай-Дмитриевский сельсовет — сельское поселение в Первомайском районе Тамбовской области.
Административный центр — село Иловай-Дмитриевское.

## Население
| 2010  | 2012  | 2013  | 2014  | 2015  | 2016  | 2017  |
| ----- | ----- | ----- | ----- | ----- | ----- | ----- |
| 1603  | ↗1663 | ↘1623 | ↘1609 | ↘1514 | ↘1501 | ↘1480 |
| 2018  | 2019  | 2020  | 2021  |       |       |       |
| ↘1444 | ↘1415 | ↗1424 | ↗1486 |       |       |       |

## Состав сельского поселения
| № | Населённый пункт    | Тип населённого пункта       | Население |
| - | ------------------- | ---------------------------- | --------- |
| 1 | Иловай-Дмитриевское | село, административный центр | ↗1486     |